# Franjevezelkop
De franjevezelkop (Inocybe appendiculata) is een paddenstoel uit de familie Inocybaceae. Hij vormt ectomycorrhiza met loofbomen. Hij komt voor in loofbossen op rijke zandgronden.

## Kenmerken

### Uiterlijke kenmerken
Hoed
De hoed heeft een diameter van circa 5 cm. Bij jonge vruchtlichamen hangt het velum naar beneden vanaf de hoedrand. Het hoedoppervlak is glad en aangrenzend vezelig. De kleur is beige tot beige-oker.
Steel
De steel is niet, of alleen aan de bovenkant berijpt.
Geur
Hij ruikt onaangenaam.

### Microscopische kenmerken
De sporen zijn glad en hebben een lengte tot circa 10 µm. Cystidia zijn knotsvormig, kort en vaak bovenaan licht afgerond of licht ingesnoerd. De lengte is tot circa 50 µm. Hij heeft zowel cheilocystidia als pleurocystidia.

## Verspreiding
De franjevezelkop komt voor in Europa en Noord-Amerika. In Nederland komt de franjevezelkop vrij zeldzaam voor. 